# Haut-du-Them-Château-Lambert
Haut-du-Them-Château-Lambert är en kommun i departementet Haute-Saône i regionen Bourgogne-Franche-Comté i östra Frankrike. Kommunen ligger i kantonen Mélisey som tillhör arrondissementet Lure. År 2022 hade Haut-du-Them-Château-Lambert 448 invånare.

## Befolkningsutveckling
Antalet invånare i kommunen Haut-du-Them-Château-Lambert
| Referens: INSEE |